# Präsident Brasiliens
Der Präsident Brasiliens (portugiesisch Presidente do Brasil), offiziell der Präsident der Föderativen Republik Brasilien (portugiesisch Presidente da República Federativa do Brasil) oder einfach der Präsident der Republik, ist sowohl das Staatsoberhaupt als auch der Regierungschef von Brasilien. Der Präsident leitet die Exekutive der Föderalregierung Brasiliens und ist Oberbefehlshaber der brasilianischen Streitkräfte (Forças Armadas do Brasil). Das Präsidialsystem wurde 1889 nach der Ausrufung der Republik durch einen Militärputsch gegen Kaiser Pedro II. von Brasilien eingeführt.
Die brasilianische Verfassung, es gilt die siebte Konstitution ihrer Art in der Geschichte Brasiliens und veröffentlicht als Brasilianische Verfassung von 1988, legt zusammen mit ergänzenden Verfassungsänderungen die Anforderungen, Befugnisse und Verantwortlichkeiten des Präsidenten, seine Amtszeit und das Wahlverfahren fest.
Luiz Inácio Lula da Silva ist seit dem 1. Januar 2023 der 39. Präsident.

## Verfassungsmäßige Befugnisse
Als Republik mit einer präsidialen Exekutive überträgt Brasilien dem Präsidenten, der die Exekutive effektiv kontrolliert, das Land im Ausland vertritt und das brasilianische Kabinett und mit Zustimmung des brasilianischen Senats die Richter für den Obersten Bundesgerichtshof ernennt, bedeutende Befugnisse. Der Präsident ist auch Oberbefehlshaber der Streitkräfte des brasilianischen Militärs.
Präsidenten Brasiliens verfügen über bedeutende Befugnisse im Gesetzgebungsverfahren, die sie entweder durch Gesetzesvorschläge an den Nationalkongress Brasiliens oder durch den Einsatz von Medidas Provisórias („einstweilige Maßnahmen“) ausüben, ein Instrument mit Gesetzeskraft, das der Präsident in dringenden und notwendigen Fällen erlassen kann, mit Ausnahme von Änderungen in einigen Rechtsbereichen (Einstweilige Maßnahmen können nicht zur Änderung des Strafrechts oder des Wahlrechts verwendet werden).
Eine provisorische Maßnahme tritt sofort in Kraft, bevor der Kongress darüber abstimmt, und bleibt bis zu 60 Tage in Kraft, es sei denn, der Kongress beschließt sie aufzuheben. Die 60-Tage-Frist kann einmal auf bis zu 120 Tage verlängert werden. Stimmt der Kongress hingegen für die Annahme der provisorischen Maßnahme, so wird sie zu einem tatsächlichen Gesetz, wobei Änderungen von der Legislative beschlossen werden. Die provisorische Maßnahme läuft am Ende der 60-Tage-Frist (oder der 120-Tage-Frist im Falle einer Verlängerung) oder früher ab, wenn sie von einer der Kammern des Kongresses abgelehnt wird.
Artikel 84 der geltenden Bundesverfassung bestimmt, dass der Präsident die Befugnis hat
1. die Staatsminister zu ernennen und zu entlassen;
2. übt mit Unterstützung der Staatsminister die höhere Leitung der Bundesverwaltung aus;
3. das Gesetzgebungsverfahren in der Art und Weise und in den Fällen einzuleiten, die in der Verfassung festgelegt sind;
4. Gesetze zu sanktionieren, zu verkünden und deren Veröffentlichung anzuordnen sowie Dekrete und Verordnungen zu deren wahrer Durchsetzung zu erlassen;
5. gegen Gesetze, ganz oder teilweise, ein Veto einzulegen;
6. durch Erlass die Organisation und Struktur der Bundesverwaltung vorsehen, wenn weder eine Erhöhung der Ausgaben noch die Schaffung oder das Erlöschen von öffentlichen Ämtern und Behörden erfolgt; und das Erlöschen von Ämtern oder Stellen anordnen, wenn diese unbesetzt sind;
7. Beziehungen zu ausländischen Staaten zu unterhalten und deren diplomatische Vertreter zu akkreditieren;
8. internationale Verträge, Konventionen und Akte zu schließen, vorbehaltlich der Ratifizierung durch den Brasilianischen Nationalkongress;
9. den Verteidigungs- und Belagerungszustand in Übereinstimmung mit den verfassungsrechtlichen Verfahren, die diesen Notstandsdekreten vorausgehen und sie autorisieren, zu verordnen;
10. den Bundeseingriff in Übereinstimmung mit den verfassungsmäßigen Verfahren, die diesen Ausnahmebeschlüssen vorausgehen und sie autorisieren, anzuordnen und zu erzwingen;
11. nach Eröffnung der Legislativsitzung eine Botschaft und einen Plan der Regierung an den Nationalkongress zu senden, in der die Lage der Nation beschrieben und die von ihm für notwendig erachteten Maßnahmen gefordert werden;
12. Gewährung von Begnadigungen und Strafminderungen, gegebenenfalls nach Anhörung der gesetzlich eingesetzten Instanzen;
13. den Oberbefehl über die Streitkräfte auszuüben, die Kommandeure der Marine, der Armee und der Luftwaffe zu ernennen, die Generale zu befördern und sie in die ausschließlich von ihnen bekleideten Ämter zu berufen;
14. nach Billigung durch den Bundessenat die Richter des Obersten Bundesgerichts und der Obersten Gerichte, die Gouverneure der Territorien, den Generalstaatsanwalt der Republik, den Präsidenten und die Direktoren der Zentralbank und andere Beamte zu ernennen, wenn diese durch Gesetz eingesetzt sind;
15. ernennen unter Beachtung der Bestimmungen des Artikels 73 die Richter des Rechnungshofes der Union;
16. ernennen die Richter in den durch diese Verfassung festgelegten Fällen und den Generalstaatsanwalt der Union;
17. ernennen in Übereinstimmung mit Artikel 89, VII Mitglieder des Rates der Republik;
18. den Rat der Republik und den Nationalen Verteidigungsrat einzuberufen und ihnen vorzustehen;
19. die Mitglieder des Rates der Republik und des Nationalen Verteidigungsrates zu ernennen;
20. im Falle einer ausländischen Aggression den Krieg zu erklären, die vom Nationalkongress autorisiert oder von ihm bestätigt wird, wann immer sie zwischen den Legislativsitzungen stattfindet, und unter den gleichen Bedingungen die vollständige oder teilweise nationale Mobilisierung anzuordnen;
21. Frieden zu schließen, autorisiert oder bestätigt durch den Nationalkongress;
22. Orden und Ehrenauszeichnungen zu verleihen;
23. ausländischen Streitkräften in den durch Zusatzgesetz festgelegten Fällen zu gestatten, das Staatsgebiet zu durchqueren oder sich vorübergehend darin aufzuhalten;
24. dem Nationalkongress den Mehrjahresplan, die Haushaltsdirektiven und die in dieser Verfassung festgelegten Haushaltsvorschläge vorzulegen;
25. dem Nationalkongress jedes Jahr innerhalb von sechzig Tagen nach Eröffnung der Legislaturperiode Rechenschaft über das vorangegangene Haushaltsjahr abzulegen;
26. Besetzung und Abschaffung von Posten in der Bundesregierung, wie gesetzlich festgelegt;
27. gemäß Artikel 62 vorläufige Maßnahmen mit Gesetzeskraft zu erlassen;
28. andere in der Verfassung festgelegte Aufgaben erfüllen.

## Wahlen

### Anforderungen
Die brasilianische Verfassung schreibt vor, dass ein Präsident ein in Brasilien geborener Staatsbürger, mindestens 35 Jahre alt, in Brasilien wohnhaft und in voller Ausübung seines Wahlrechts wahlberechtigt und eingetragener Wähler und Mitglied einer Liste der politischen Parteien in Brasilien sein muss.

### Amtszeitbegrenzungen
Der Präsident Brasiliens hat eine Amtszeit von vier Jahren, und kann für eine einzige aufeinanderfolgende Amtszeit wiedergewählt werden. Diese Begrenzung auf zwei Amtszeiten gilt jedoch nicht auf Lebenszeit – ein ehemaliger Präsident, der zwei aufeinanderfolgende Amtszeiten abgeleistet hat, kann zu einem späteren Zeitpunkt erneut kandidieren, sofern mindestens eine Amtszeit verstrichen ist.
Ein Vizepräsident Brasiliens oder ein anderer Amtsträger, der in die Präsidentschaft nachrückt oder, wenn auch nur kurzzeitig, während einer bestimmten Amtszeit als amtierender Präsident fungiert, kann anschließend nur einmal in die Präsidentschaft gewählt oder wiedergewählt werden, da die Begrenzung der aufeinanderfolgenden Amtszeiten bereits gilt. In der Praxis amtieren brasilianische Vizepräsidenten fast immer zu einem bestimmten Zeitpunkt während der Amtszeit des Präsidenten als amtierender Präsident, da der Vizepräsident nach der brasilianischen Verfassung während der Auslandsreisen des Präsidenten zum amtierenden Präsidenten wird.

### Kandidatur für andere Ämter
Ein amtierender Präsident (oder Gouverneur oder Bürgermeister), der für ein anderes Amt kandidieren möchte, unabhängig von der beabsichtigten Jurisdiktion oder dem Regierungszweig, muss sein Amt mindestens sechs Monate vor dem Wahltag niederlegen.

### Geschichte
Die Möglichkeit der Wiederwahl wurde durch den 16. Verfassungszusatz von 1997 geschaffen. Zuvor waren die Präsidenten für die gesamte republikanische Geschichte Brasiliens, mit Ausnahme der zweiten Hälfte der Vargas-Ära von 1937 bis 1945, von einer sofortigen Wiederwahl ausgeschlossen worden. Bis zur brasilianischen Verfassung von 1937 war das Amt auf Männer beschränkt.

## Vergütung und Amtsprivilegien
Seit 2015 erhielt der Präsident ein Monatsgehalt von R$ 30.934,70 zusammen mit einem nicht offengelegten Spesenkonto zur Deckung von Reisen, Waren und Dienstleistungen während der Amtszeit. Angesichts der Tatsache, dass in Brasilien alle Angestellten und Beamten des privaten und öffentlichen Sektors und des öffentlichen Dienstes nach einem Arbeitsjahr eine zusätzliche Entschädigung erhalten, die einem Monatsgehalt entspricht (diese Entschädigung wird als dreizehntes Gehalt bezeichnet), erhält der Präsident 13 Zahlungen pro Jahr, was zu einem Jahresgehalt von 402.151,10 R$ führte.
Nach der Kürzung der Gehälter der obersten Regierungsebene um 10 Prozent durch Michel Temer betrug das monatliche Präsidentengehalt 2016 R$ 27.841,33 Brutto (jährlich R$ 361.937,29).
Der Palácio do Planalto in Brasília ist der offizielle Arbeitsplatz des Präsidenten und der Palácio da Alvorada sein offizieller Wohnsitz; er oder sie ist berechtigt, sein Personal und seine Einrichtungen zu nutzen. Die Residência Oficial do Torto, im Volksmund als Granja do Torto bekannt, ist eine Ranch am Rande der Hauptstadt und wird vom Präsidenten als Rückzugsgebiet genutzt. Der Palácio Rio Negro in Petrópolis, Rio de Janeiro, war seit 1903 ein Sommerrefugium des Präsidenten, obwohl es selten benutzt wurde. 2005 ging der Palast in die Verwaltung des Instituto do Patrimônio Histórico e Artístico Nacional (IPHAN) über.
Darüber hinaus unterhält die Präsidentschaft der Republik auch den Jaburu-Palast in Brasília, der dem Vizepräsidenten der Republik als offizielle Residenz dient.
In den 2000er Jahren beschloss die Bundesregierung, in einigen wichtigen brasilianischen Städten Regionale Büros der Präsidentschaft der Republik einzurichten. Bei diesen Regionalbüros handelt es sich nicht um Residenzen des Präsidenten, sondern um voll ausgestattete Büros, die jederzeit bereit sind, den Präsidenten und seine Minister zu empfangen und die als Arbeitsplatz des Präsidenten fungieren, wenn sich der Präsident in diesen Städten aufhält. Das erste Regionalbüro des Präsidenten wurde in der Stadt São Paulo eingerichtet und befindet sich im Gebäude der Banco do Brasil an der Avenida Paulista; das Gebäude beherbergt auch den regionalen Hauptsitz der Banco do Brasil in São Paulo. Die Präsidentschaft der Republik unterhält außerdem Regionalbüros in Porto Alegre und in Belo Horizonte.
Für die Fahrt am Boden benutzt der Präsident die Präsidentenlimousine, eine gepanzerte Version des 2019er Ford Fusion Hybrid gebaut auf einer Ford CD3 Plattform. Ein 1952 Rolls-Royce Silver Wraith wird vom Präsidenten bei zeremoniellen Anlässen wie Gedenkfeiern zum Unabhängigkeitstag, Staatsbesuchen und der Amtseinführung des designierten Präsidenten verwendet. Eine modifizierte Version der Airbus A319, brasilianische Luftwaffe Bezeichnung VC-1A, wird für den Transport des Präsidenten auf allen internationalen Mittel- und Langstreckenflügen verwendet. Zwei modifizierte Embraer 190 Jets, Luftwaffenbezeichnung VC-2, werden für Kurz- und Mittelstreckenreisen des Präsidenten eingesetzt. Wenn der Präsident an Bord ist, erhält das Flugzeug das Rufzeichen „Brazilian Air Force One“. Zwei modifizierte Militärversionen des Eurocopter Super Puma, Luftwaffenbezeichnung VH-34, werden derzeit als die wichtigsten Präsidentschaftshubschrauber eingesetzt.

Präsidiale Ausstattung
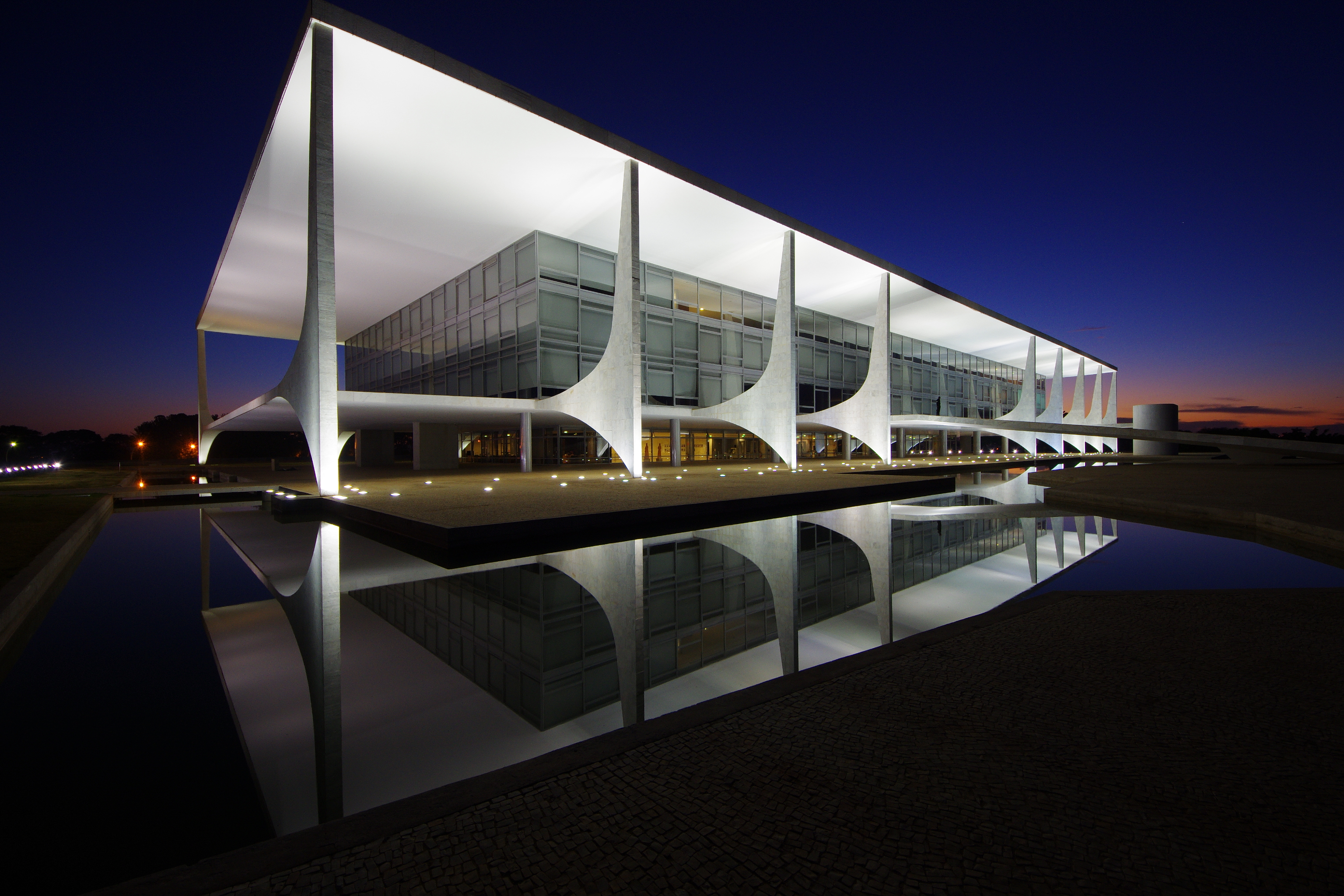
Palácio do Planalto
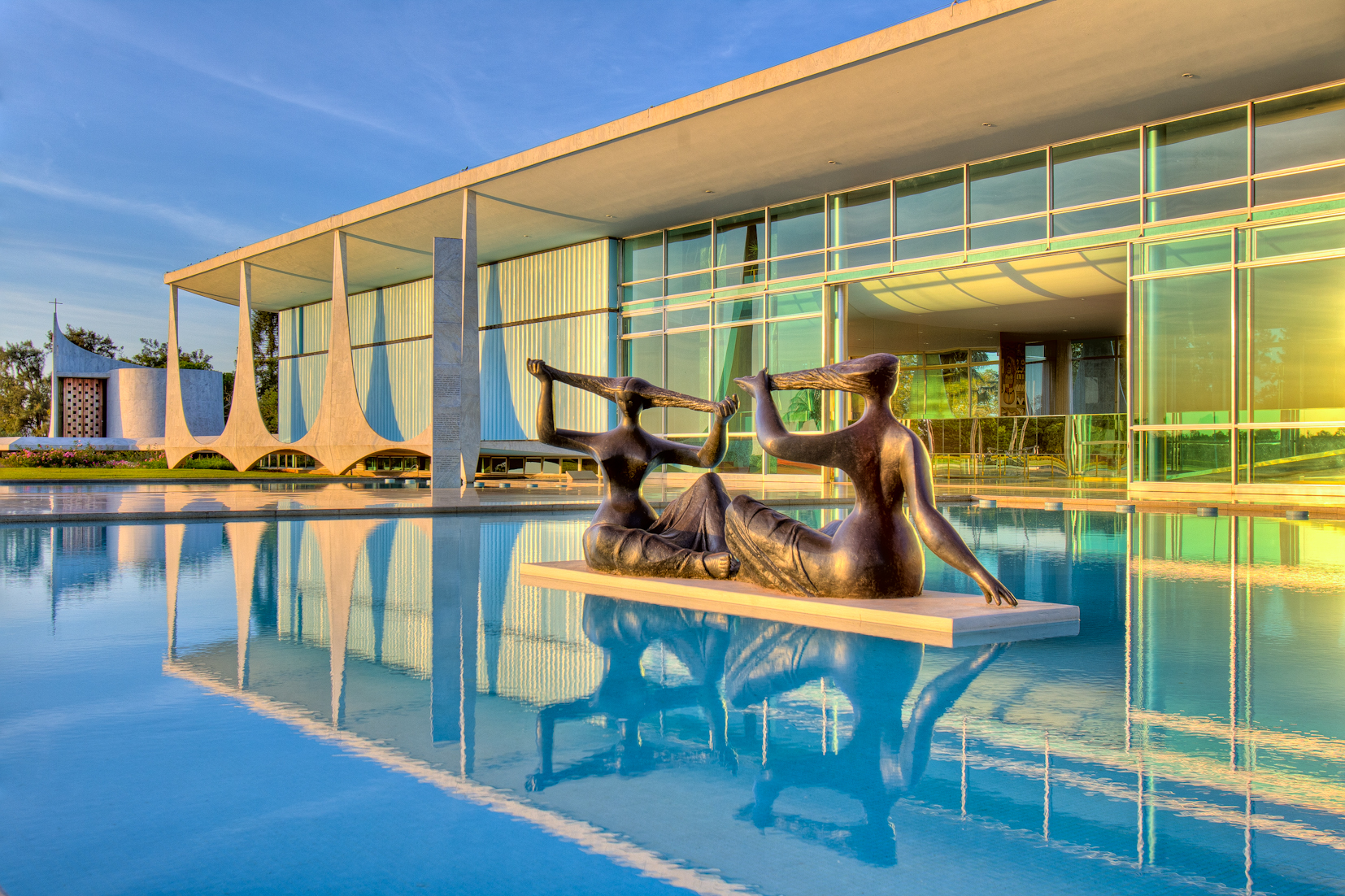
Palácio da Alvorada
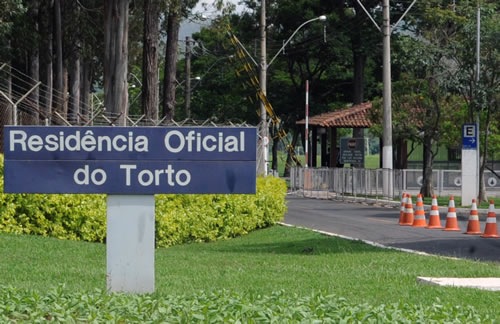
Residência Oficial do Torto
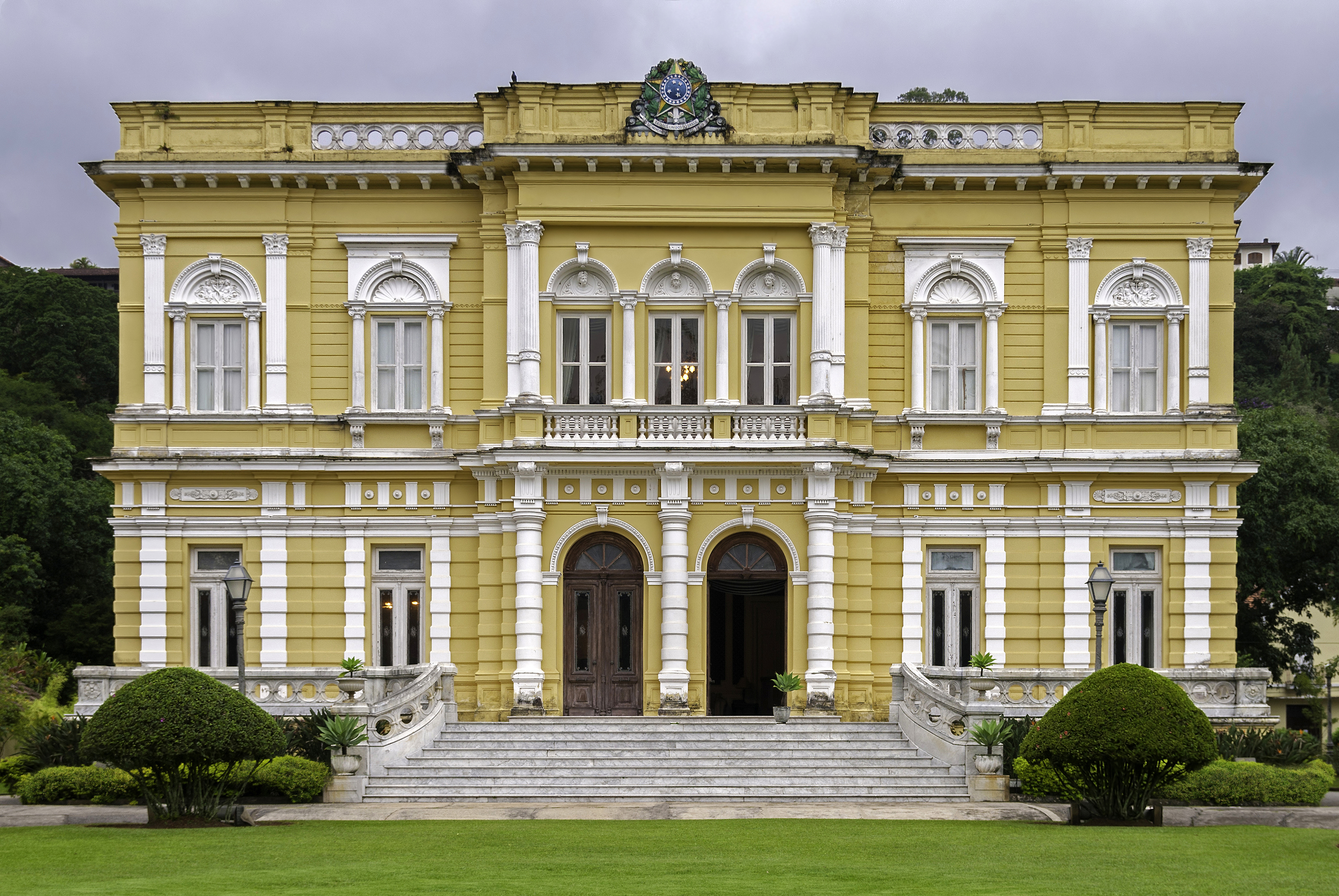
Palácio Rio Negro (Petrópolis; ehem.)
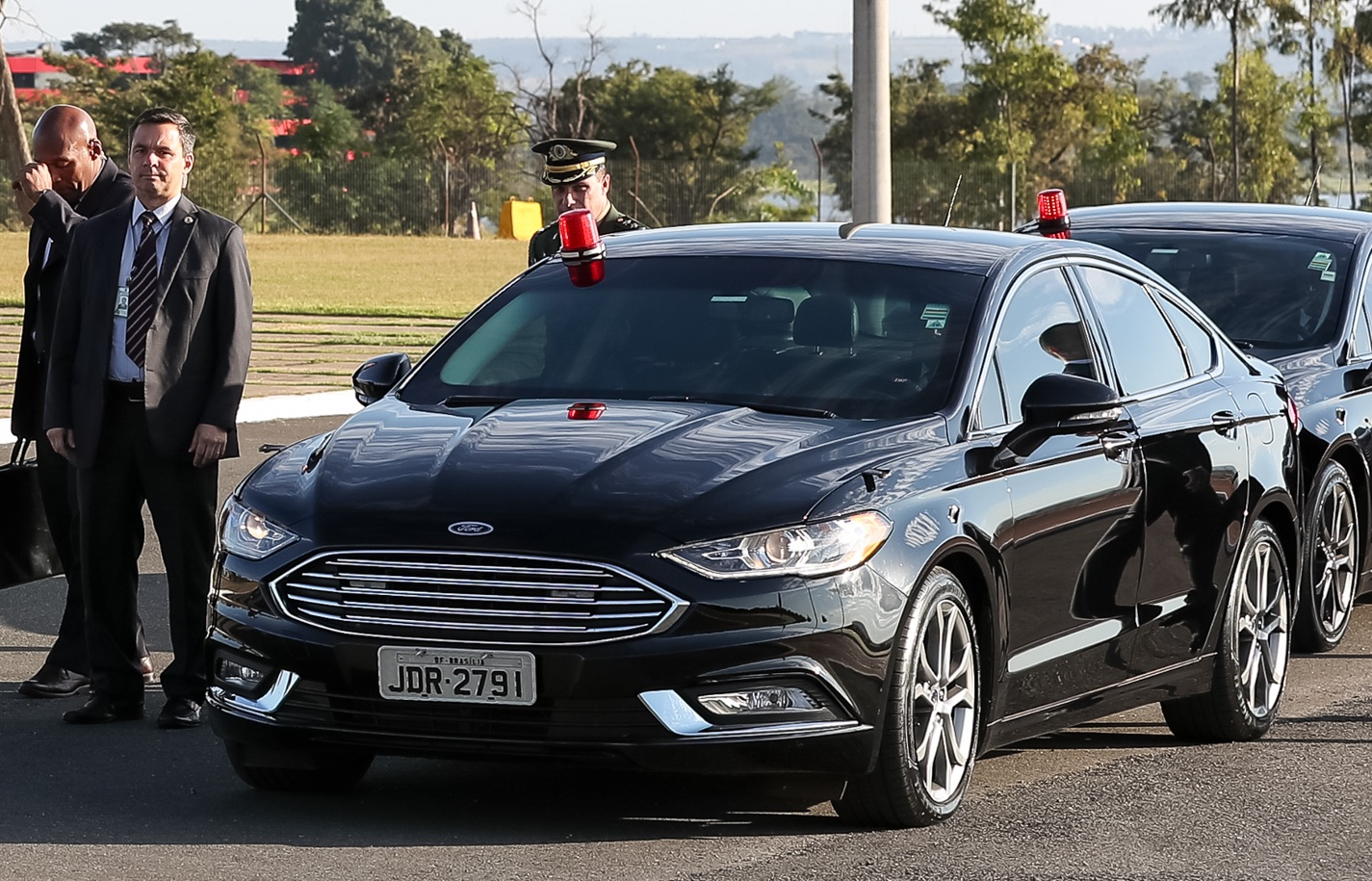
Präsidentenlimousine
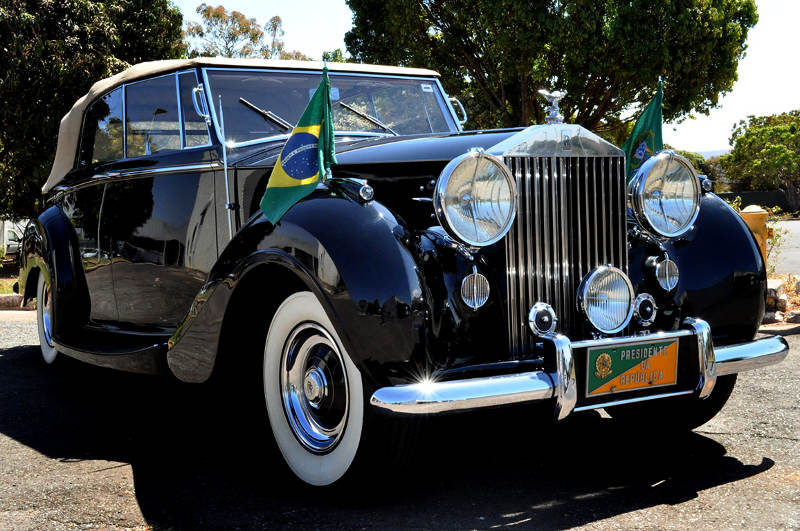
Zeremonielle Staatskarosse
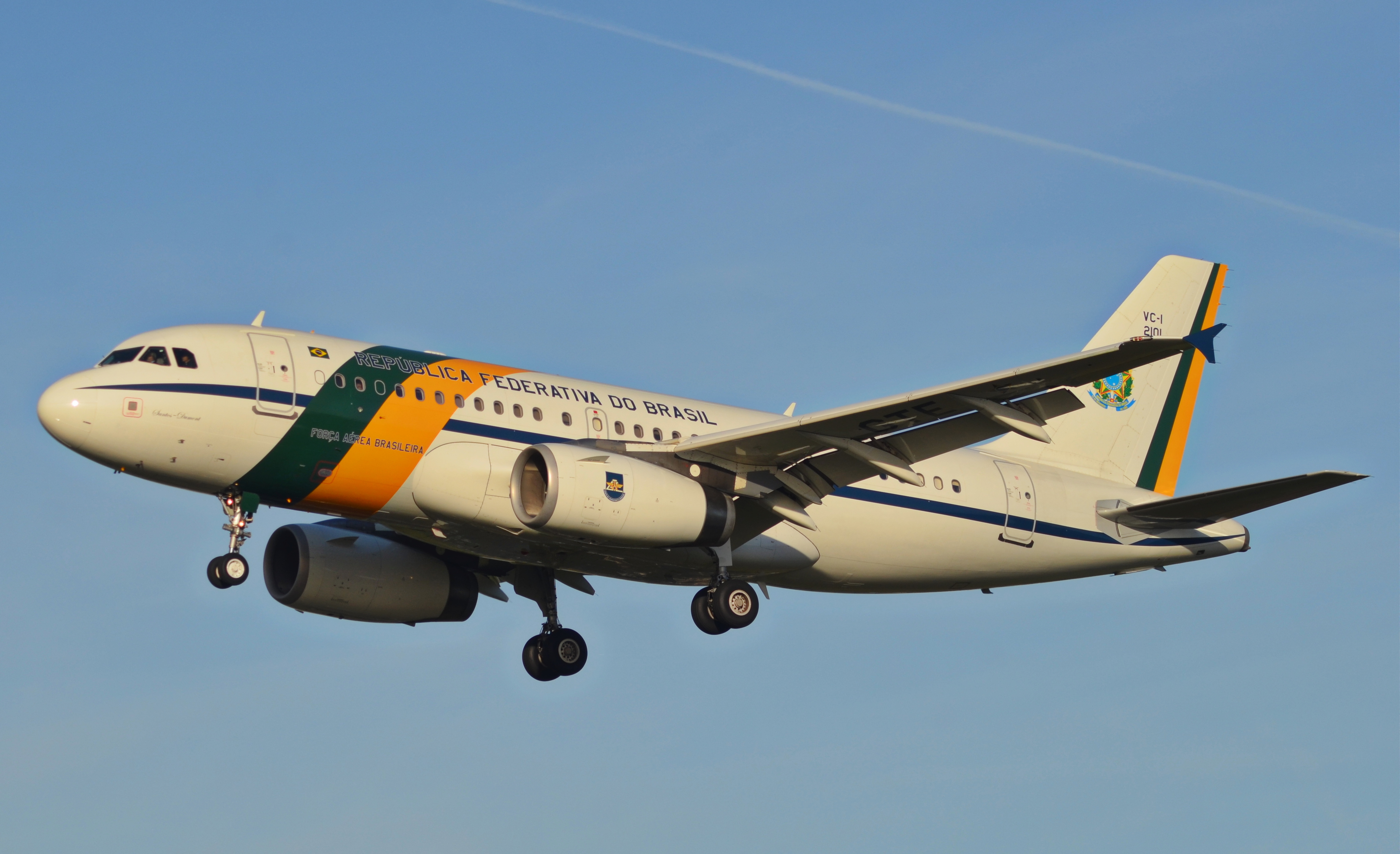
Präsidentenflugzeug (VC-1A)
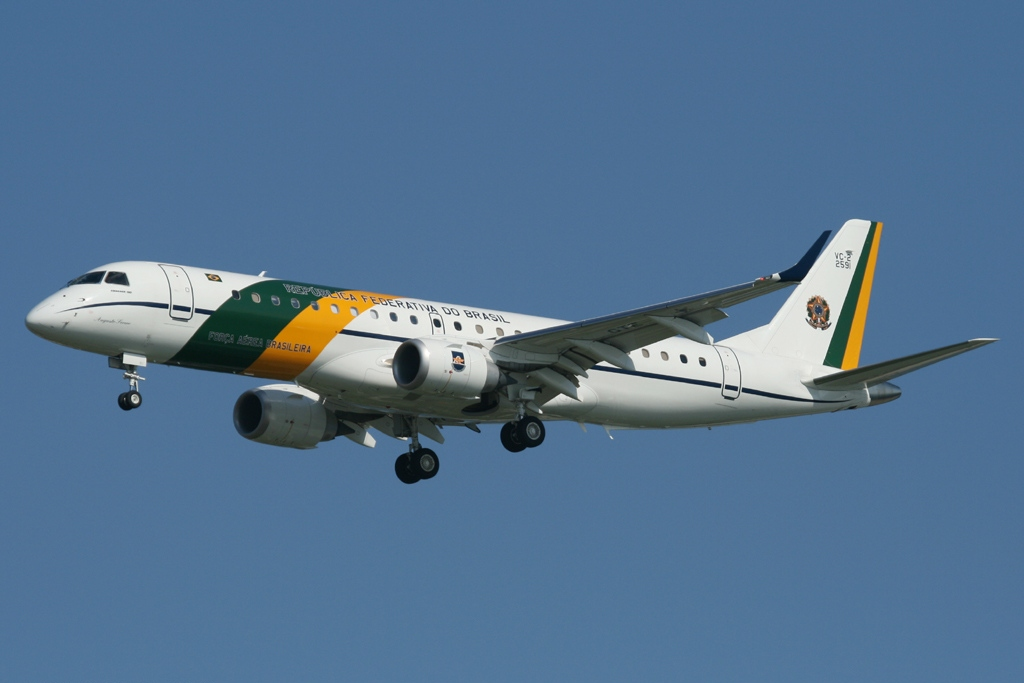
Zweites Präsidentenflugzeug (VC-2)
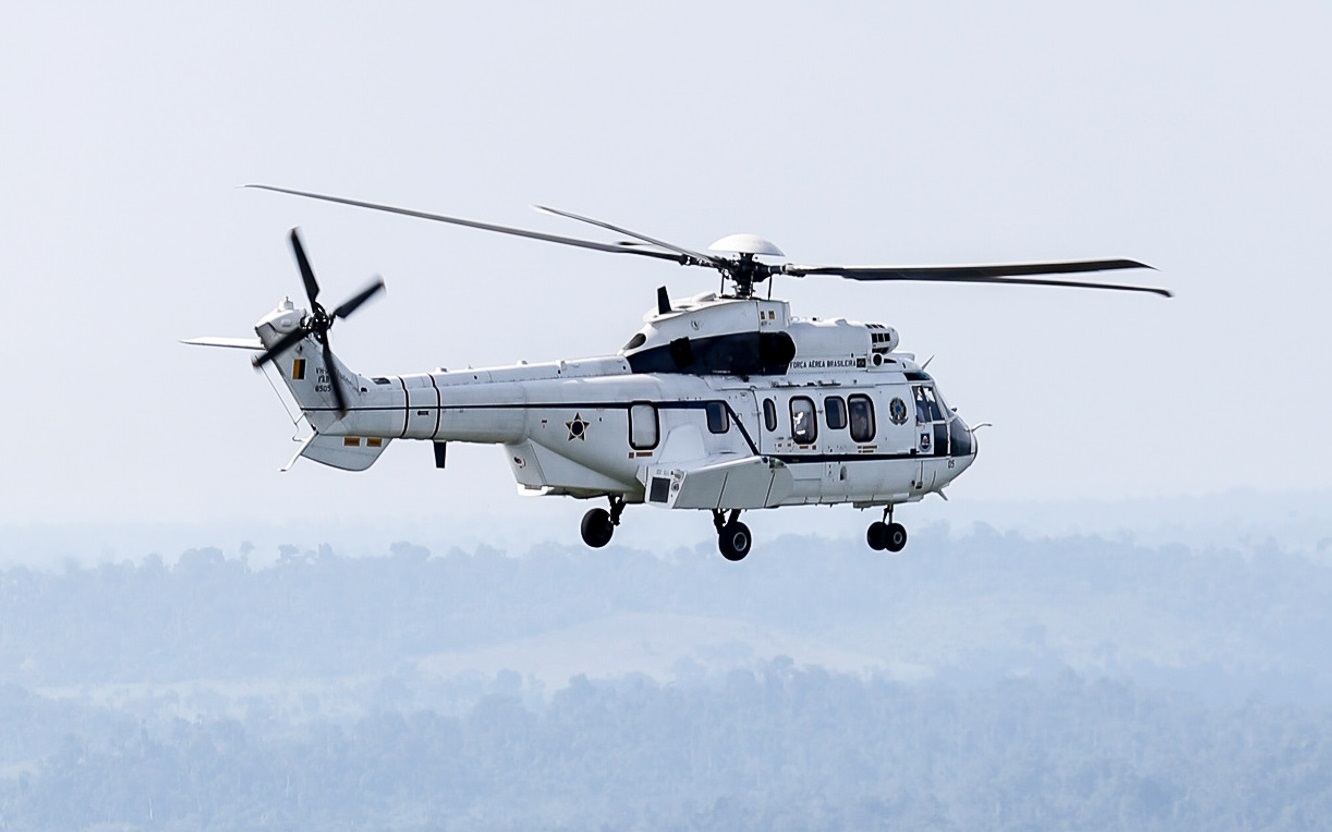
Präsidentenhubschrauber (VH-34 und VH-36)

## Amtsenthebung

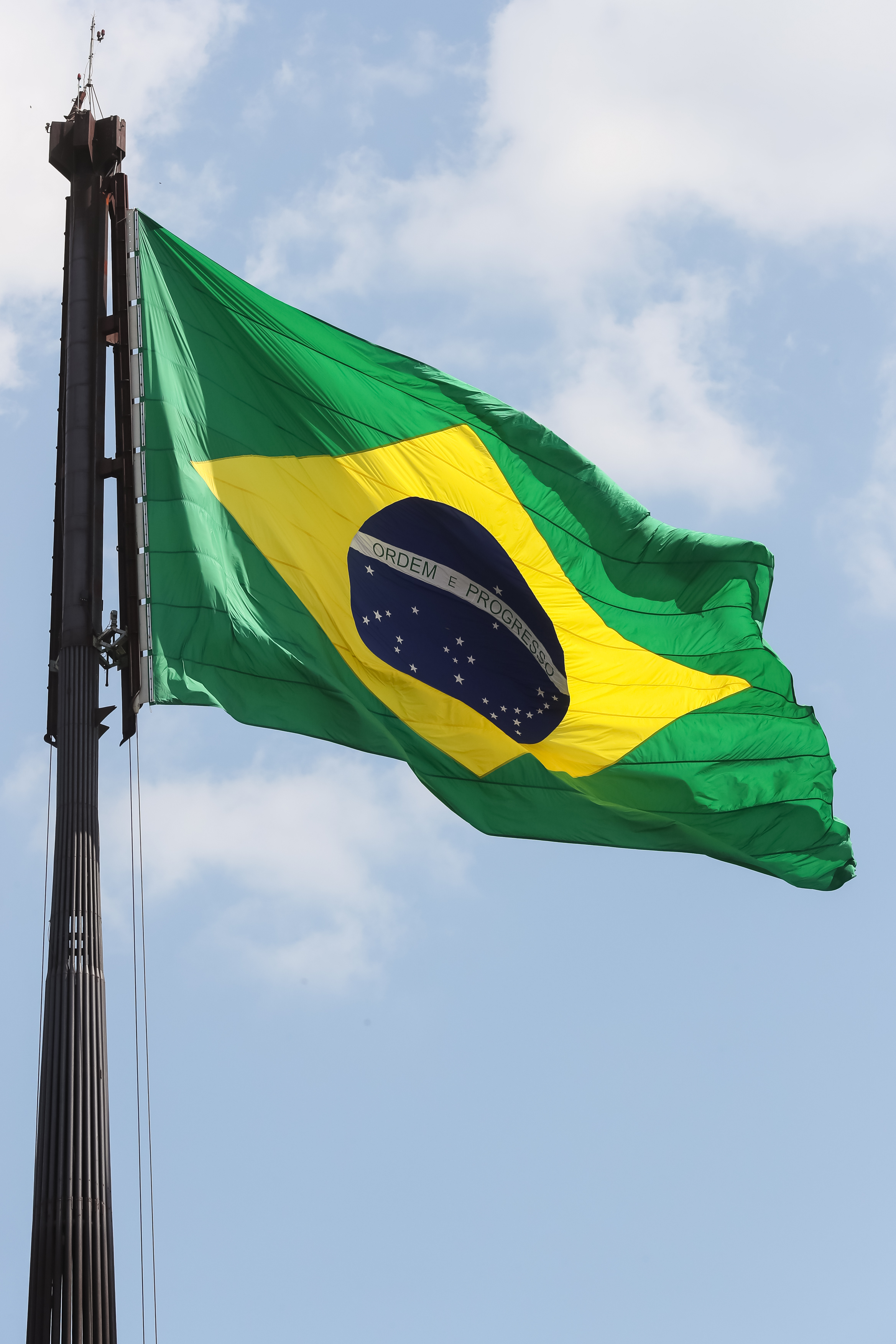
Brasilianische Flagge

Der Präsident kann seines Amtes enthoben werden unter Anwendung eines von zwei Verfahren. In beiden Fällen müssen zwei Drittel der Chamber of Deputies die Anklage gegen den Amtsinhaber (Anklage) akzeptieren; und wenn der Senat die Untersuchung akzeptiert, wird der Präsident für bis zu 180 Tage von der Ausübung seines Amtes suspendiert. Bei „gewöhnlichen Straftaten“ findet dann eine Verhandlung vor dem Obersten Bundesgericht statt. Im Falle von „Verbrechen der Malversation“, die in einen der sieben großen Bereiche fallen müssen und die gesetzlich näher definiert sind, findet ein Verfahren vor dem brasilianischen Senat statt. Während des Prozesses übt der Vizepräsident die Exekutivgewalt aus. Wenn der Prozess nicht innerhalb von 180 Tagen zu einer Verurteilung führt, nimmt der Präsident sein Amt wieder auf; eine Verurteilung führt zur Amtsenthebung und zur Amtsnachfolge durch den Vizepräsidenten. Die sieben Bereiche sind:
1. Die Existenz der Union
2. Die freie Ausübung der gesetzgebenden Gewalt, der richterlichen Gewalt, der Staatsanwaltschaft und der verfassungsmäßigen Befugnisse der Einheiten der Föderation
3. Die Ausübung politischer, individueller und sozialer Rechte
4. Die innere Sicherheit des Landes
5. Redlichkeit in der Verwaltung
6. Das Haushaltsgesetz
7. Einhaltung der Gesetze und der Gerichtsentscheidungen

## Nach der Präsidentschaft
Die folgenden Privilegien werden ehemaligen Präsidenten per Gesetz garantiert:
- Ständiger Sicherheitsschutz (durch die Präsidentengarde – Batalhão da Guarda Presidencial)
- Die Benutzung von zwei Dienstfahrzeugen (auf Lebenszeit)
- Repository-Finanzierung für eine Präsidentschaftsbibliothek
- lebenslange monatliche Rente für ihre Witwen und unverheirateten Töchter
- Rente für Söhne verstorbener Ex-Präsidenten bis zur Volljährigkeit

Zum 1. Januar 2023 gab es sechs lebende ehemalige Präsidenten und einen amtierenden Präsidenten. Der jüngste Tod eines ehemaligen Präsidenten war der von Itamar Franco (1992–1995), am 2. Juli 2011.

Ehemalige Präsidenten
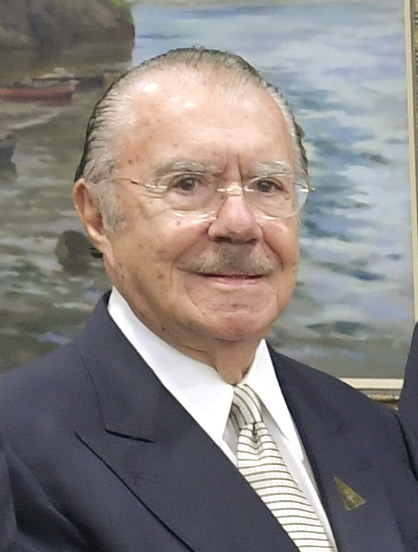
José Sarney, regierte 1985–1990
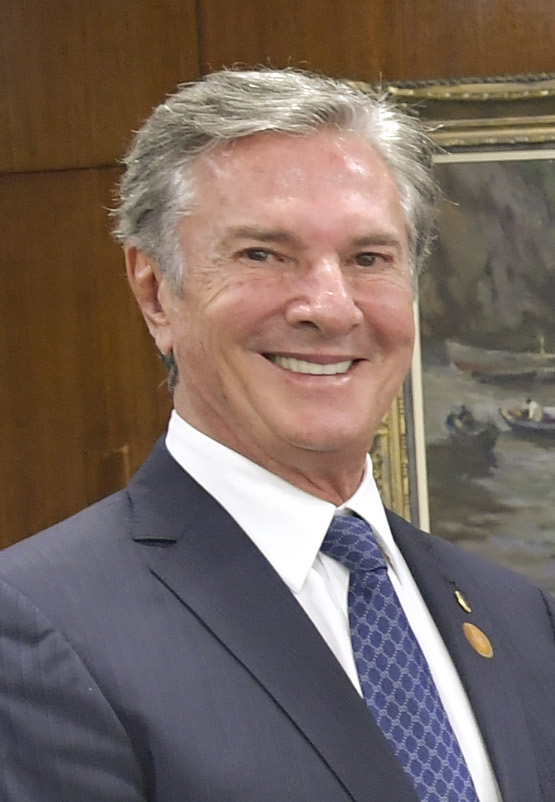
Fernando Collor de Mello, regierte 1990–1992
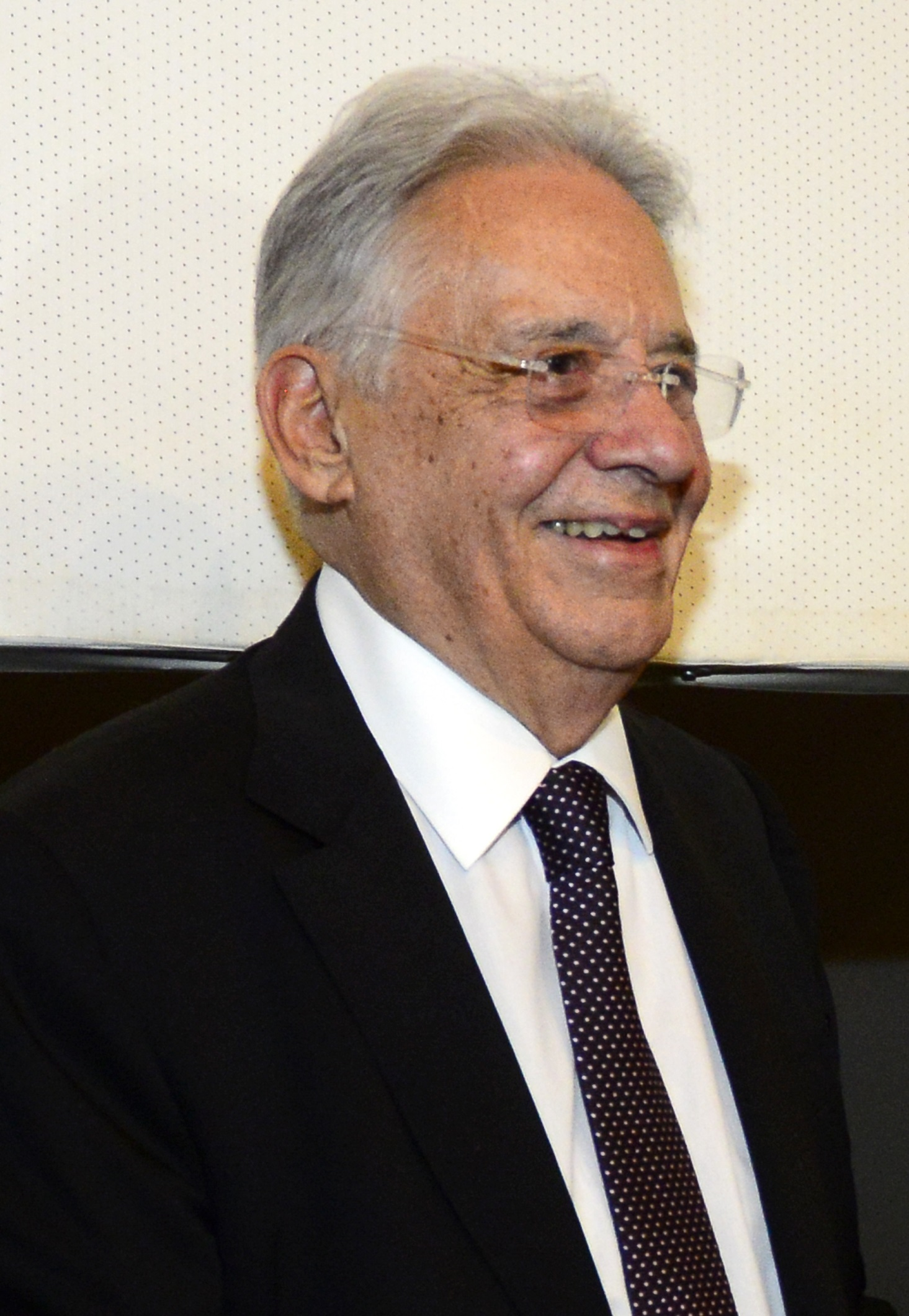
Fernando Henrique Cardoso, regierte 1995–2002
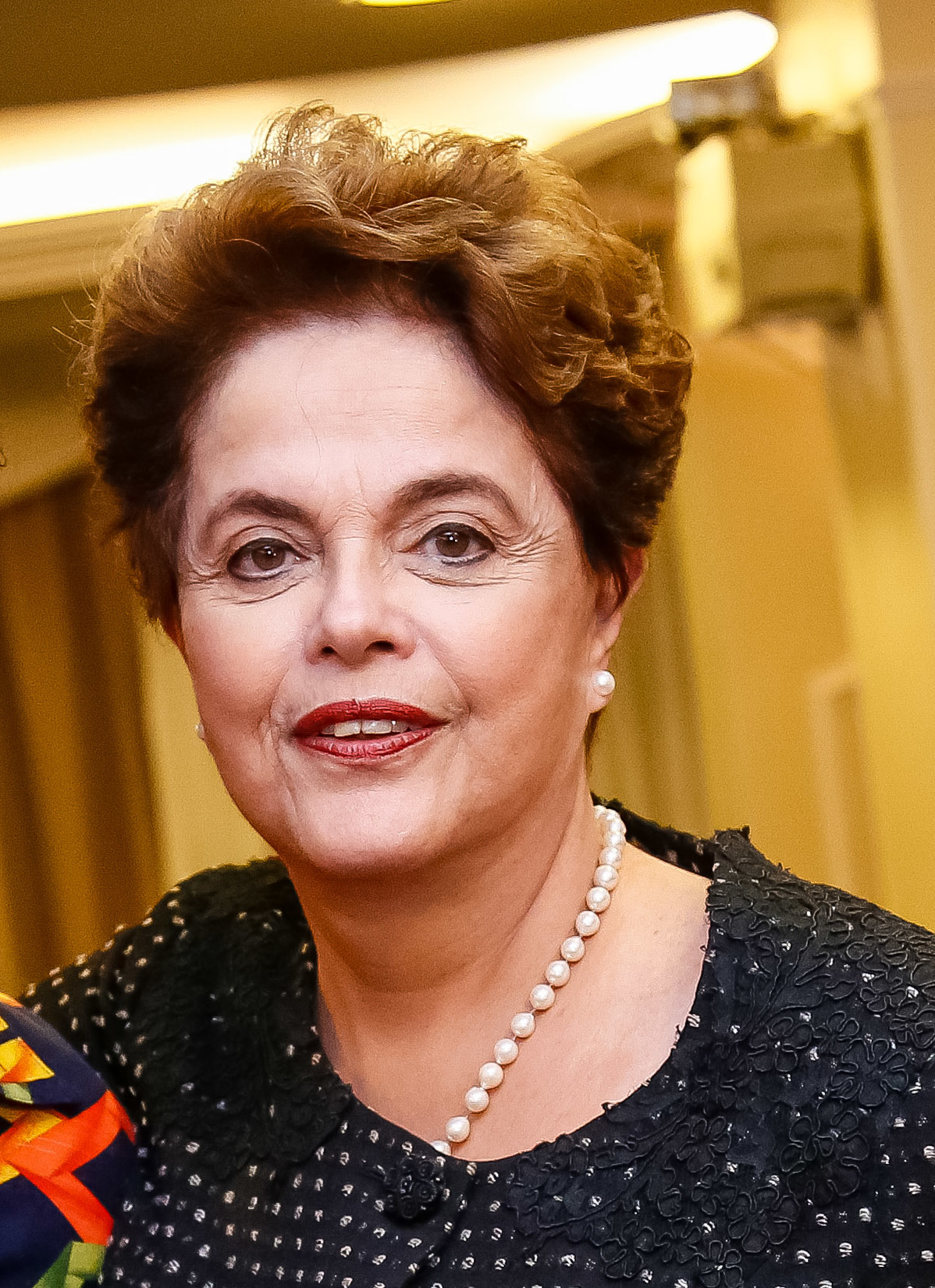
Dilma Rousseff, regierte 2011–2016
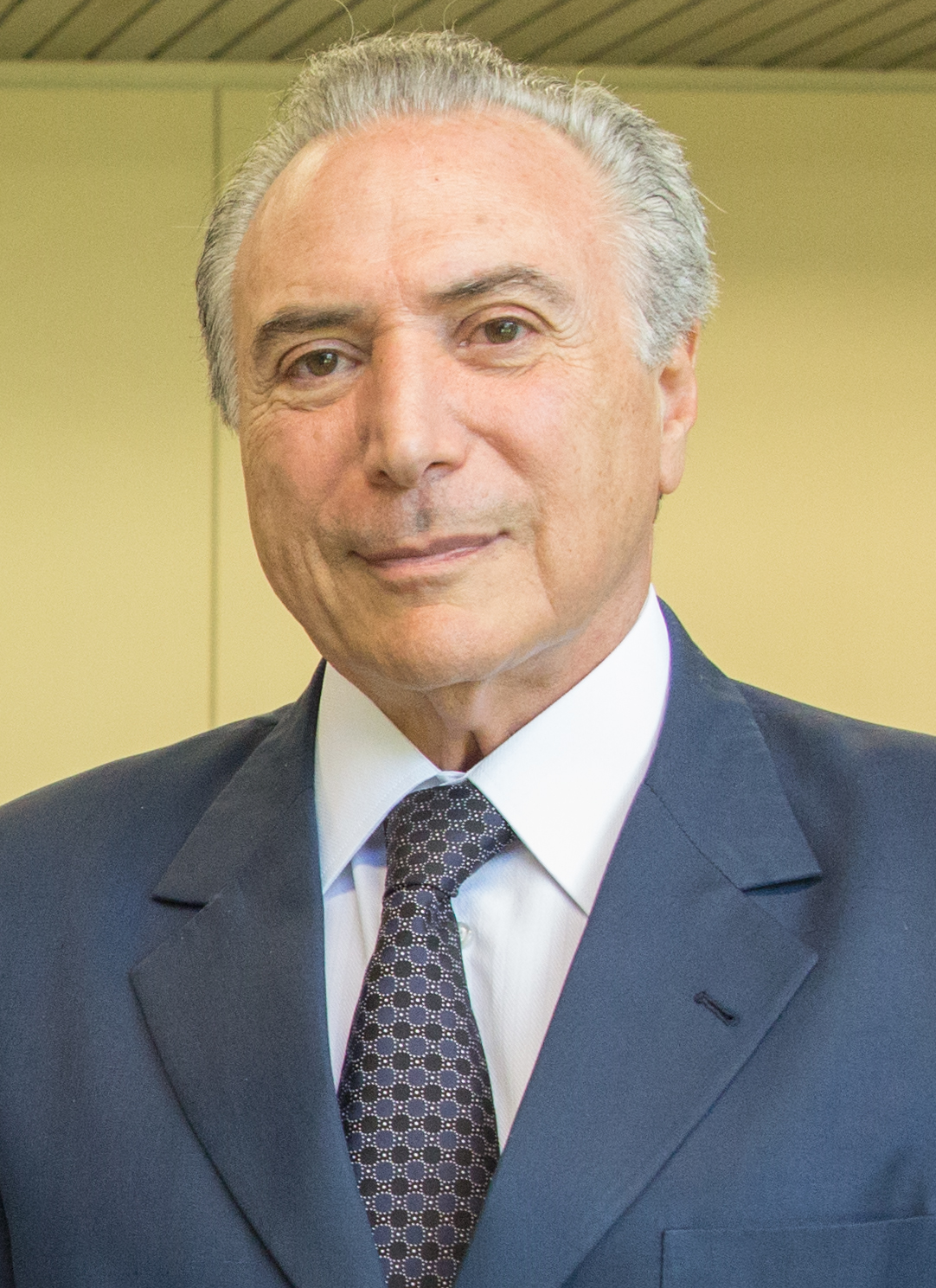
Michel Temer, regierte 2016–2018
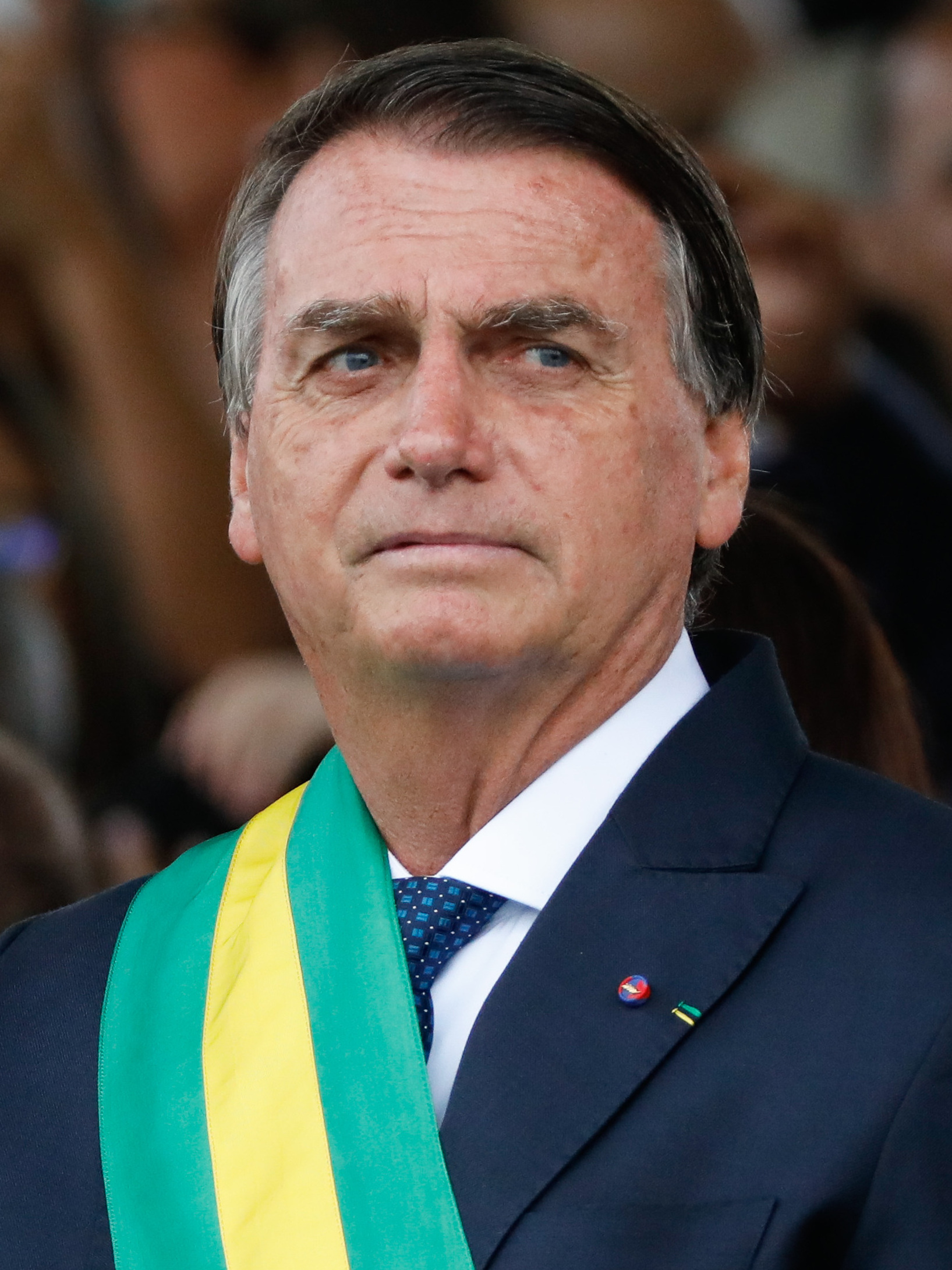
Jair Bolsonaro, regierte 2019–2022

## Amtsinhaber
Alle Präsidenten Brasiliens haben den Titel Präsident der Republik getragen. Dieser Titel wird seit der Proklamation der Republik in allen Verfassungen Brasiliens verwendet, um den Chef der Exekutive zu bezeichnen.
Von der Ausrufung der Republik 1889 bis 1937 wurde das Land jedoch offiziell als „Republik der Vereinigten Staaten von Brasilien“ bezeichnet, und von 1937 bis 1967 wurde das Land schlicht und einfach als „Vereinigte Staaten von Brasilien“ bezeichnet und damit der volle Titel der Präsidenten der Republik von 1891 bis 1967 – das heißt, von der Amtseinführung von Deodoro da Fonseca als Präsident (zwischen 1889 und 1891 war er Chef der Provisorischen Regierung) bis zum Ende der Amtszeit von Humberto de Alencar Castelo Branco im Jahr 1967 war er „Präsident der Republik der Vereinigten Staaten von Brasilien“. Am 15. März 1967 wurde der offizielle Name des Landes in Föderative Republik Brasilien geändert. Am selben Tag wurde Artur da Costa e Silva als Nachfolger von Castello Branco als Präsident vereidigt. Seit Costa e Silva tragen daher alle Präsidenten Brasiliens den vollen Titel „Präsident der Föderativen Republik Brasilien“.

## Wahl 2018
| Kandidat                            | Kandidat                            | Partei                              | Mitkandidat                         | Partei                              | 1. Wahlgang | 1. Wahlgang | 2. Wahlgang | 2. Wahlgang |
| Kandidat                            | Kandidat                            | Partei                              | Mitkandidat                         | Partei                              | Stimmen     | %           | Stimmen     | %           |
| ----------------------------------- | ----------------------------------- | ----------------------------------- | ----------------------------------- | ----------------------------------- | ----------- | ----------- | ----------- | ----------- |
|                                     | Jair Bolsonaro                      | PSL                                 | Hamilton Mourão                     | PRTB                                | 49.277.010  | 46,03       | 57.796.972  | 55,13       |
|                                     | Fernando Haddad                     | PT                                  | Manuela d’Ávila                     | PCdoB                               | 31.342.051  | 29,28       | 47.038.792  | 44,87       |
|                                     | Ciro Gomes                          | PDT                                 | Kátia Abreu                         | PDT                                 | 13.344.371  | 12,47       |             |             |
|                                     | Geraldo Alckmin                     | PSDB                                | Ana Amélia Lemos                    | PP                                  | 5.096.350   | 4,76        |             |             |
|                                     | João Amoêdo                         | NOVO                                | Christian Lohbauer                  | NOVO                                | 2.679.745   | 2,50        |             |             |
|                                     | Cabo Daciolo                        | PATRI                               | Suelene Balduino Nascimento         | PATRI                               | 1.348.323   | 1,26        |             |             |
|                                     | Henrique Meirelles                  | MDB                                 | Germano Rigotto                     | MDB                                 | 1.288.950   | 1,20        |             |             |
|                                     | Marina Silva                        | REDE                                | Eduardo Jorge                       | PV                                  | 1.069.578   | 1,00        |             |             |
|                                     | Álvaro Dias                         | PODE                                | Paulo Rabello de Castro             | PSC                                 | 859.601     | 0,80        |             |             |
|                                     | Guilherme Boulos                    | PSOL                                | Sônia Guajajara                     | PSOL                                | 617.122     | 0,58        |             |             |
|                                     | Vera Lúcia                          | PSTU                                | Hertz Dias                          | PSTU                                | 55.762      | 0,05        |             |             |
|                                     | José Maria Eymael                   | DC                                  | Hélvio Costa                        | DC                                  | 41.710      | 0,04        |             |             |
|                                     | João Vicente Goulart                | PPL                                 | Léo Alves                           | PPL                                 | 30.176      | 0,03        |             |             |
| Ungültige/leere Stimmen             | Ungültige/leere Stimmen             | Ungültige/leere Stimmen             | Ungültige/leere Stimmen             | Ungültige/leere Stimmen             | 10,313,159  | 8,79        | 11.094.570  | 10,58       |
| Gesamt                              | Gesamt                              | Gesamt                              | Gesamt                              | Gesamt                              | 117.364.654 | 100,00      | 115.930.334 | 100,00      |
| Registrierte Wähler/Wahlbeteiligung | Registrierte Wähler/Wahlbeteiligung | Registrierte Wähler/Wahlbeteiligung | Registrierte Wähler/Wahlbeteiligung | Registrierte Wähler/Wahlbeteiligung | 147.306.295 | 79,67       | 147.306.294 | 78,70       |
| Quelle: TSE                         |                                     |                                     |                                     |                                     |             |             |             |             |

## Wahl 2022
Bei der Stichwahl am 30. Oktober 2022 setzte sich der linksgerichtete Herausforderer Lula da Silva mit 50,90 % der gültigen Stimmen gegen den Amtsinhaber Jair Bolsonaro durch.
| Kandidat                                      | Kandidat                            | Partei                              | Mitkandidat                         | Partei                              | 1. Wahlgang | 1. Wahlgang | 2. Wahlgang | 2. Wahlgang |
| Kandidat                                      | Kandidat                            | Partei                              | Mitkandidat                         | Partei                              | Stimmen     | %           | Stimmen     | %           |
| --------------------------------------------- | ----------------------------------- | ----------------------------------- | ----------------------------------- | ----------------------------------- | ----------- | ----------- | ----------- | ----------- |
|                                               | Luiz Inácio Lula da Silva           | PT                                  | Geraldo Alckmin                     | PSB                                 | 57.259.504  | 48,43       | 60.345.999  | 50,90       |
|                                               | Jair Bolsonaro                      | PL                                  | Walter Braga Netto                  | PL                                  | 51.072.345  | 43,20       | 58.206.354  | 49,10       |
|                                               | Simone Tebet                        | MDB                                 | Mara Gabrilli                       | PSDB                                | 4.915.423   | 4,16        |             |             |
|                                               | Ciro Gomez                          | PDT                                 | Ana Paula Matos                     | PDT                                 | 3.599.287   | 3,04        |             |             |
|                                               | Soraya Thronicke                    | UNIÃO                               | Marcos Cintra                       | UNIÃO                               | 600.955     | 0,51        |             |             |
|                                               | Luiz Felipe d’Avila                 | NOVO                                | Tiago Mitraud                       | NOVO                                | 559.708     | 0,47        |             |             |
|                                               | Kelmon Souza                        | PTB                                 | Luiz Cláudio Gamonal                | PTB                                 | 81.129      | 0,07        |             |             |
|                                               | Leonardo Péricles                   | UP                                  | Samara Martins                      | UP                                  | 53.519      | 0,05        |             |             |
|                                               | Sofia Manzano                       | PCB                                 | Antonio Alves da Silva              | PCB                                 | 45.620      | 0,04        |             |             |
|                                               | Vera Lúcia Salgado                  | PSTU                                | Kunã Yporã Tremembé                 | PSTU                                | 25.625      | 0,02        |             |             |
|                                               | José Maria Eymael                   | DC                                  | João Barbosa Bravo                  | DC                                  | 16.604      | 0,01        |             |             |
| Gültige Stimmen                               | Gültige Stimmen                     | Gültige Stimmen                     | Gültige Stimmen                     | Gültige Stimmen                     | 118.229.719 | 95,59       | 118.552.353 | 95,41       |
| Ungültige Stimmen                             | Ungültige Stimmen                   | Ungültige Stimmen                   | Ungültige Stimmen                   | Ungültige Stimmen                   | 3.487.874   | 2,82        | 3.930.765   | 3,16        |
| Leere Stimmen                                 | Leere Stimmen                       | Leere Stimmen                       | Leere Stimmen                       | Leere Stimmen                       | 1.964.779   | 1,59        | 1.769.678   | 1,42        |
| Gesamt                                        | Gesamt                              | Gesamt                              | Gesamt                              | Gesamt                              | 123.682.372 | 100,00      | 124,252,796 | 100,00      |
| Registrierte Wähler/Wahlbeteiligung           | Registrierte Wähler/Wahlbeteiligung | Registrierte Wähler/Wahlbeteiligung | Registrierte Wähler/Wahlbeteiligung | Registrierte Wähler/Wahlbeteiligung | 156.453.354 | 79,05       | 156.453.354 | 79,42       |
| Quelle: Oberstes Wahlgericht, Brasilien (TSE) |                                     |                                     |                                     |                                     |             |             |             |             |